# Amparo de São Francisco
Amparo de São Francisco es un municipio brasileño del interior del estado de Sergipe. La ciudad forma parte de la mesorregión del Este Sergipano y de la microrregión de Propriá. Su población, según el censo de 2010, es de 2.275 habitantes, siendo por lo tanto el municipio menos poblado de todo el estado de Sergipe. Su área es de 39 km² y se encuentra en la región hidrográfica de São Francisco.